# ジャパントップ12卓球大会
ジャパントップ12卓球大会（ジャパントップトゥエルブたっきゅうたいかい）は、日本卓球協会が主催で1996年に始まった、毎年2月下旬に開催される卓球の大会である。

## 概略
原則として直前に開催される全日本卓球選手権大会の男女シングルスベスト8と日本卓球協会が選考した男女4人の合計各12人が参加し、優勝賞金100万円をかけて争う。
男女とも参加12人を「A」「B」「C」「D」の4グループに3人ずつを分けて予選リーグを行い、各グループの第1位の選手による決勝トーナメントが行われる。わずか1ヶ月前に開催された全日本卓球選手権大会で活躍した選手が集まるためトップレベルの選手同士の好試合が多く期待できる。加えて、サインボールプレゼントや抽選会などファンサービスも多く企画されているので、毎年お目当ての選手を間近でみることを楽しみに来場するファンも多い。
開催場所については、第1回が中野区立体育館、第2回が越谷市立総合体育館で開催された後、第3回以降は国立代々木競技場第2体育館で行われているが、第12回のみ駒沢オリンピック公園総合運動場体育館に変更された。また大会名称は、第4回までは当時の日本卓球協会会長・石川六郎の名前から「石川杯」とされていたが、石川の退任後の第5回～第9回及び第13回は「会長杯」となり、第10回～第12回の3回は「大林カップ」という名称で行われている。2017年以降は「LIONカップ」という名称で行われている。
第23回大会はカメイアリーナ仙台で2日間にかけて開催、優勝賞金300万円、初日は第55回世界卓球選手権個人戦の残りの1枠をかけた8人よるトーナメントの最終選考会を兼ねている、2日目はすでに世界選手権の代表が決まっている4名と初日の選考会優勝者の5名のトーナメントで行われ、また3位決定戦も行われた。
第24回大会はカメイアリーナ仙台で2日間にかけて開催、優勝賞金300万円、初日は第55回世界卓球選手権団体戦の残りの1枠をかけた8人よるトーナメントの最終選考会を兼ねている、2日目はすでに世界選手権の代表が決まっている2名と初日の選考会優勝者と準優勝者の4名のトーナメントで行われた(3位決定戦は行われず)。
2022年はTOP32として立川市内で開催。

## 歴代結果
| 年                    | 開催回 | 男子シングルス | 男子シングルス | 男子シングルス | 女子シングルス | 女子シングルス | 女子シングルス |
| 年                    | 開催回 | 優勝           | 準優勝         | 3位            | 優勝           | 準優勝         | 3位            |
| --------------------- | ------ | -------------- | -------------- | -------------- | -------------- | -------------- | -------------- |
| 1996                  | 第1回  | 伊藤誠         | 松下浩二       | 岩崎清信       | 小山ちれ       | 東童多英子     | 佐藤利香       |
| 1996                  | 第1回  | 伊藤誠         | 松下浩二       | 山本恒安       | 小山ちれ       | 東童多英子     | 坂田愛         |
| 1997                  | 第2回  | 岩崎清信       | 松下浩二       | 山本恒安       | 小山ちれ       | 松岡りか       | 佐藤利香       |
| 1997                  | 第2回  | 岩崎清信       | 松下浩二       | 渋谷浩         | 小山ちれ       | 松岡りか       | 梅村礼         |
| 1998                  | 第3回  | 偉関晴光       | 松下浩二       | 倉嶋洋介       | 小山ちれ       | 西飯由香       | 河野文江       |
| 1998                  | 第3回  | 偉関晴光       | 松下浩二       | 佐藤建剛       | 小山ちれ       | 西飯由香       | 河村朋枝       |
| 1999                  | 第4回  | 渋谷浩         | 田﨑俊雄       | 三田村宗明     | 坂田倫子       | 坂田愛         | 河野文江       |
| 1999                  | 第4回  | 渋谷浩         | 田﨑俊雄       | 矢島淑雄       | 坂田倫子       | 坂田愛         | 内藤和子       |
| 2000                  | 第5回  | 偉関晴光       | 渋谷浩         | 木方慎之介     | 羽佳純子       | 坂田愛         | 小山ちれ       |
| 2000                  | 第5回  | 偉関晴光       | 渋谷浩         | 松下浩二       | 羽佳純子       | 坂田愛         | 坂田倫子       |
| 2001                  | 第6回  | 偉関晴光       | 大森隆弘       | 遊澤亮         | 小山ちれ       | 高田佳枝       | 小西杏         |
| 2001                  | 第6回  | 偉関晴光       | 大森隆弘       | 田﨑俊雄       | 小山ちれ       | 高田佳枝       | 羽佳純子       |
| 2002                  | 第7回  | 木方慎之介     | 偉関晴光       | 遊澤亮         | 梅村礼         | 羽佳純子       | 藤田由希       |
| 2002                  | 第7回  | 木方慎之介     | 偉関晴光       | 真田浩二       | 梅村礼         | 羽佳純子       | 平野早矢香     |
| 2003                  | 第8回  | 偉関晴光       | 遊澤亮         | 木方慎之介     | 藤沼亜衣       | 平野早矢香     | 末益亜紗美     |
| 2003                  | 第8回  | 偉関晴光       | 遊澤亮         | 大森隆弘       | 藤沼亜衣       | 平野早矢香     | 岸田聡子       |
| 2004                  | 第9回  | 偉関晴光       | 新井周         | 遊澤亮         | 平野早矢香     | 藤井寛子       | 岸田聡子       |
| 2004                  | 第9回  | 偉関晴光       | 新井周         | 大森隆弘       | 平野早矢香     | 藤井寛子       | 樋浦令子       |
| 2005                  | 第10回 | 吉田海偉       | 岸川聖也       | 加山兵伍       | 藤井寛子       | 福原愛         | 平野早矢香     |
| 2005                  | 第10回 | 吉田海偉       | 岸川聖也       | 偉関晴光       | 藤井寛子       | 福原愛         | 末益亜紗美     |
| 2006                  | 第11回 | 吉田海偉       | 松下浩二       | 大森隆弘       | 金沢咲希       | 福原愛         | 高橋美貴江     |
| 2006                  | 第11回 | 吉田海偉       | 松下浩二       | 倉嶋洋介       | 金沢咲希       | 福原愛         | 樋浦令子       |
| 2007                  | 第12回 | 吉田海偉       | 坪口道和       | 松平賢二       | 平野早矢香     | 福原愛         | 石川佳純       |
| 2007                  | 第12回 | 吉田海偉       | 坪口道和       | 松平健太       | 平野早矢香     | 福原愛         | 藤井寛子       |
| 2008                  | 第13回 | 吉田海偉       | 韓陽           | 上田仁         | 平野早矢香     | 樋浦令子       | 石川佳純       |
| 2008                  | 第13回 | 吉田海偉       | 韓陽           | 大矢英俊       | 平野早矢香     | 樋浦令子       | 福原愛         |
| 2009                  | 第14回 | 岸川聖也       | 水谷隼         | 上田仁         | 藤沼亜衣       | 福原愛         | 渡辺裕子       |
| 2009                  | 第14回 | 岸川聖也       | 水谷隼         | 吉田海偉       | 藤沼亜衣       | 福原愛         | 田勢美貴江     |
| 2010                  | 第15回 | 水谷隼         | 張一博         | 韓陽           | 石川佳純       | 福原愛         | 藤井寛子       |
| 2010                  | 第15回 | 水谷隼         | 張一博         | 笠原弘光       | 石川佳純       | 福原愛         | 渡辺裕子       |
| 2011                  | 第16回 | 水谷隼         | 吉村真晴       | 笠原弘光       | 藤井寛子       | 藤沼亜衣       | 若宮三紗子     |
| 2011                  | 第16回 | 水谷隼         | 吉村真晴       | 張一博         | 藤井寛子       | 藤沼亜衣       | 福原愛         |
| 2012                  | 第17回 | 高木和卓       | 大矢英俊       | 時吉佑一       | 若宮三紗子     | 田代早紀       | 藤井寛子       |
| 2012                  | 第17回 | 高木和卓       | 大矢英俊       | 塩野真人       | 若宮三紗子     | 田代早紀       | 藤井優子       |
| 2013                  | 第18回 | 松平健太       | 大矢英俊       | 張一博         | 石川佳純       | 藤井優子       | 森さくら       |
| 2013                  | 第18回 | 松平健太       | 大矢英俊       | 水谷隼         | 石川佳純       | 藤井優子       | 岡本真由子     |
| 2014                  | 第19回 | 水谷隼         | 松平健太       | 丹羽孝希       | 田代早紀       | 平野美宇       | 平野早矢香     |
| 2014                  | 第19回 | 水谷隼         | 松平健太       | 岸川聖也       | 田代早紀       | 平野美宇       | 土井みなみ     |
| 2015                  | 第20回 | 丹羽孝希       | 吉村真晴       | 吉田雅己       | 平野早矢香     | 石川佳純       | 平野美宇       |
| 2015                  | 第20回 | 丹羽孝希       | 吉村真晴       | 森薗政崇       | 平野早矢香     | 石川佳純       | 早田ひな       |
| 2016                  | 未開催 | 未開催         | 未開催         | 未開催         | 未開催         | 未開催         |                |
| 2017                  | 第21回 | 上田仁         | 吉村真晴       | 吉田海偉       | 石川佳純       | 伊藤美誠       | 橋本帆乃香     |
| 2017                  | 第21回 | 上田仁         | 吉村真晴       | 神巧也         | 石川佳純       | 伊藤美誠       | 佐藤瞳         |
| 2018                  | 第22回 | 水谷隼         | 張本智和       | 大島祐哉       | 早田ひな       | 橋本帆乃香     | 安藤みなみ     |
| 2018                  | 第22回 | 水谷隼         | 張本智和       | 神巧也         | 早田ひな       | 橋本帆乃香     | 長﨑美柚       |
| 2018年度 (2019年3月)  | 第23回 | 張本智和       | 水谷隼         | 丹羽孝希       | 石川佳純       | 伊藤美誠       | 平野美宇       |
| 2019年度 (2019年12月) | 第24回 | 張本智和       | 丹羽孝希       | 神巧也         | 伊藤美誠       | 平野美宇       | 早田ひな       |
| 2019年度 (2019年12月) | 第24回 | 張本智和       | 丹羽孝希       | 森薗政崇       | 伊藤美誠       | 平野美宇       | 石川佳純       |
| 2020年度 (2021年2月)  | 第25回 | 未開催         | 未開催         | 未開催         | 未開催         | 未開催         | 未開催         |